# کتاب‌شناسی دونالد ترامپ
این فهرستی از کتاب‌های نوشته یا دربارهٔ دونالد ترامپ است.

## نوشته ترامپ
- ترامپ: هنر معامله (۱۹۸۷), نوشته شده به همراه تونی شوارتز، شابک ‎۹۷۸−۰−۳۴۵−۴۷۹۱۷−۴
  - عنوان آلمانی: So werden Sie erfolgreich: Strategien für den Weg nach oben, ISBN 978-3-636-01597-6
- دوام آوردن در اوج (۱۹۹۰), شابک ‎۹۷۸−۰−۳۹۴−۵۷۵۹۷−۱
- هنر دوام آوردن (۱۹۹۱), شابک ‎۹۷۸−۰−۴۴۶−۳۶۲۰۹−۲
- هنر بازگشتن از حضیض (۱۹۹۷), نوشته شده به همراه کیت بینر، شابک ‎۹۷۸−۰−۸۱۲۹−۲۹۶۴−۵
- آمریکایی که ما شایسته ی آنیم (۲۰۰۰), با دیو شیفلت، شابک ‎۱−۵۸۰۶۳−۱۳۱−۲
- چگونه ثروتمند شدن (۲۰۰۴), شابک ‎۹۷۸−۰−۳۴۵−۴۸۱۰۳−۰
  - عنوان آلمانی: Wie man reich wird, شابک ‎۹۷۸−۳−۸۹۸۷۹−۰۸۰−۲
- مسیر به سوی اوج: The Best Business Advice I Ever Received (2004), ISBN 978-1-4000-5016-1
- مثل یک میلیاردر فکر کن: Everything You Need to Know About Success, Real Estate, and Life (2004), ISBN 978-0-345-48140-5
- بهترین توصیهٔ گلفی که تا به حال شنیده‌ام (۲۰۰۵), شابک ‎۹۷۸−۰−۳۰۷−۲۰۹۹۹−۳
- چگونه ثروت بسازید: Your Plan for Success From the World's Most Famous Businessman (2006)
- چرا می‌خواهیم ثروتمند شوید: دو مرد-یک پیام (۲۰۰۶), نوشته شده به همراه نویسندهٔ پدر پولدار، پدر بی‌پول، شابک ‎۹۷۸−۱−۹۳۳۹۱۴−۰۲−۲
- بزرگ بیندیش و در کسب و کار و زندگی بترکانید (۲۰۰۷), نوشته شده به همره Bill Zanker, شابک ‎۹۷۸−۰−۰۶−۱۵۴۷۸۳−۶
  - عنوان آلمانی: Nicht kleckern, klotzen! Der Wegweiser zum Erfolg aus der Feder eines Milliardärs, ISBN 978-3-938350-73-7
- The Best Real Estate Advice I Ever Received: 100 Top Experts Share Their Strategies (2007), ISBN 978-1-4016-0255-0
- ترامپ ۱۰۱: مسیر به سوی موفقیت (۲۰۰۷), شابک ‎۹۷۸−۰−۴۷۰−۰۴۷۱۰−۱
- هرگز وا ندهید: How I Turned My Biggest Challenges into Success (2008), ISBN 978-0-470-19084-5
  - عنوان آلمانی: Gib niemals auf! Wie ich meine größten Herausforderungen in meine größten Triumphe verwandelte, ISBN 978-3-636-01596-9
- مثل یک قهرمان بیندیش: An Informal Education in Business and Life (2009), ISBN 978-0-7624-3856-3
- Midas Touch: Why Some Entrepreneurs Get Rich – and Why Most Don't (2011), نوشته شده به همراه رابرت کیوساکی، شابک ‎۹۷۸−۱−۶۱۲۶۸−۰۹۵−۸
- وقت سرسخت شدن: آمریکا را دوباره نمره ۱ کردن (۲۰۱۱), شابک ‎۹۷۸−۱−۵۹۶۹۸−۷۷۳−۹
- Crippled America: How to Make America Great Again (2015), ISBN 978-1-5011-3796-9
  - عنوان فرانسوی: L'Amérique paralysée, شابک ‎۹۷۸−۲−۲۶۸−۰۸۴۸۵−۵
- دوباره عالی:چگونه عالی کردن دوبارهٔ آمریکای زمینگیر (۲۰۱۶), شابک ‎۹۷۸−۱−۵۰۱۱−۳۸۰۰−۳